# Heaven (rumänische Band)
Heaven ist eine rumänische Dance-Pop-Girlgroup, die aus der Leadsängerin Adina Postelnicu sowie ihrer Schwester Roxana und Aliana Roșca besteht. Die Band erlangte nach der Veröffentlichung ihrer meistverkauften Debütsingle Pentru totdeauna internationale Anerkennung.

## Geschichte
2005 in Vaslui gegründet, wurde Heaven von Radu Groza gemanagt, der einen Vertrag mit Cat Music in die Wege leitete. Die Band wurde nach der Veröffentlichung ihrer meistverkauften Debütsingle Pentru totdeauna, die die rumänischen Charts anführte, landesweit bekannt. Heavens Debütalbum O Parte Din Rai erschien im Frühjahr 2006 und wurde mit den MTV Romania Music Awards prämiert.
Anfang 2007 arbeitete Heaven mit der Popband No Mercy an einer neuen Single Let's Dance. Ende desselben Jahres erhielt Heaven einen weiteren MTV RMA Award, diesmal für ihre Website. Nach und nach traten Managementprobleme auf und im Laufe des Jahres 2008 verließ eines der ursprünglichen Mitglieder, Roxana Spoială, die Gruppe, um eine Solokarriere zu verfolgen. Außerdem trennten sich Heaven von Radu Groza und Cat Music. Gleichzeitig brachte die Band eine neue Single namens Kiss Me heraus, die mäßigen Erfolg hatte.
Spoială wurde schließlich durch Aliana Roșca ersetzt und Heaven begann mit dem Produzenten Costi Ioniță zusammenzuarbeiten. Schließlich veröffentlichten sie eine Single Sexy Girl. Der Song führte im Sommer 2010 mehrere Wochen lang die maltesischen und zypriotischen Charts an, und kurz darauf begann die Band, im Mittelmeerraum zu touren.
2013 kündigen in einer Fernsehshow die beiden Schwestern Adina und Roxana deren Trennung an.

## Diskografie

### Studioalben
- 2006: O parte din rai
- 2010: So Lonely

### Singles
- 2005: Pentru totdeauna
- 2005: Du-mă pe o stea
- 2006: O Parte Din Rai
- 2007: Let's Just Dance feat. No Mercy
- 2008: Kiss Me
- 2009: So Lonely
- 2010: Sexy Girl feat. Glance
- 2011: Dynamite
- 2011: Party feat. Nonis
- 2012: Sunshine
- 2012: Învelește - mă cu tine
- 2013: Viața - i frumoasă
- 2013: Good times feat. Glance
- 2013: Isteria feat. Glance

## Auszeichnungen
| Jahr | Preis                 | Kategorie              | Album            | Result    |
| ---- | --------------------- | ---------------------- | ---------------- | --------- |
| 2006 | Romanian Music Awards | Best New Act           | Pentru totdeauna | Gewonnen  |
| 2007 | Romanian Top Hits     | Girls - The Best Hit   | O Parte Din Rai  | Nominiert |
| 2007 | Romanian Top Hits     | Public’s favourite act | —                | Gewonnen  |
| 2007 | Romanian Music Awards | Best Website           | trupaheaven.com  | Gewonnen  |